# Temporada 1983-84 de los Seattle SuperSonics
La temporada 1983-84 fue la decimoséptima de los Seattle SuperSonics en la NBA. La temporada regular acabó con 42 victorias y 40 derrotas, ocupando el quinto puesto de la conferencia Oeste, clasificándose para los playoffs, en los que cayeron en primera ronda ante los Dallas Mavericks.

## Elecciones en elDraft
| Ronda | Puesto | Jugador        | Posición | Nacionalidad   | Universidad/Club |
| ----- | ------ | -------------- | -------- | -------------- | ---------------- |
| 1     | 16     | Jon Sundvold   | Escolta  | Estados Unidos | Missouri         |
| 2     | 36     | Scooter McCray | Alero    | Estados Unidos | Louisville       |

## Temporada regular
| División Pacífico        | División Pacífico | División Pacífico | División Pacífico | División Pacífico | División Pacífico | División Pacífico | División Pacífico | División Pacífico |
| Equipo                   | G                 | P                 | %                 | PD                | Casa              | Fuera             | Div               |                   |
| ------------------------ | ----------------- | ----------------- | ----------------- | ----------------- | ----------------- | ----------------- | ----------------- | ----------------- |
| y-Los Angeles Lakers     | 54                | 28                | .659              | –                 | 28–13             | 26–15             | 18–12             |                   |
| x-Portland Trail Blazers | 48                | 34                | .585              | 6                 | 33–8              | 15–26             | 17–13             |                   |
| x-Seattle SuperSonics    | 42                | 40                | .512              | 12                | 32–9              | 10–31             | 14–16             |                   |
| x-Phoenix Suns           | 41                | 41                | .500              | 13                | 31–10             | 10–31             | 16–14             |                   |
| Golden State Warriors    | 37                | 45                | .451              | 17                | 27–14             | 10–31             | 13–17             |                   |
| San Diego Clippers       | 30                | 52                | .366              | 24                | 25–16             | 5–36              | 12–18             |                   |

## Playoffs

### Primera ronda
Dallas Mavericks vs. Seattle SuperSonics 
| Fecha       | Partido                                       | Ciudad  |
| ----------- | --------------------------------------------- | ------- |
| 17 de abril | Dallas Mavericks 88, Seattle SuperSonics 86   | Dallas  |
| 19 de abril | Dallas Mavericks 92, Seattle SuperSonics 95   | Dallas  |
| 21 de abril | Seattle SuperSonics 104, Dallas Mavericks 94  | Seattle |
| 24 de abril | Seattle SuperSonics 96, Dallas Mavericks 107  | Seattle |
| 19 de abril | Dallas Mavericks 105, Seattle SuperSonics 104 | Dallas  |
|             | Dallas Mavericks gana las series 3-2          |         |

## Estadísticas
| Rk | Jugador         | Edad | P  | PT | MP   | TC  | TCI  | %TC  | T3  | T3I | %T3   | TL  | TLI | %TL  | RO  | RD  | RT   | AS  | RB  | TAP | BP  | FP  | PTS  |
| -- | --------------- | ---- | -- | -- | ---- | --- | ---- | ---- | --- | --- | ----- | --- | --- | ---- | --- | --- | ---- | --- | --- | --- | --- | --- | ---- |
| 1  | Jack Sikma      | 28   | 82 | 82 | 36.5 | 7.0 | 14.1 | .499 | 0.0 | 0.0 | .000  | 5.0 | 5.9 | .856 | 2.7 | 8.4 | 11.1 | 4.0 | 1.2 | 1.1 | 2.9 | 3.7 | 19.1 |
| 2  | Gus Williams    | 30   | 80 | 80 | 35.2 | 7.5 | 16.3 | .458 | 0.1 | 0.3 | .160  | 3.7 | 5.0 | .750 | 0.8 | 1.7 | 2.6  | 8.4 | 2.4 | 0.3 | 2.9 | 1.9 | 18.7 |
| 3  | Tom Chambers    | 24   | 82 | 44 | 31.3 | 6.8 | 13.5 | .499 | 0.0 | 0.1 | .000  | 4.6 | 5.7 | .800 | 2.7 | 3.8 | 6.5  | 1.6 | 0.6 | 0.6 | 2.3 | 3.8 | 18.1 |
| 4  | Al Wood         | 25   | 81 | 81 | 27.6 | 5.8 | 11.7 | .494 | 0.0 | 0.3 | .143  | 2.8 | 3.3 | .823 | 1.2 | 2.2 | 3.4  | 2.0 | 0.8 | 0.4 | 1.6 | 2.6 | 14.3 |
| 5  | Danny Vranes    | 25   | 80 | 72 | 27.2 | 3.2 | 6.2  | .521 | 0.0 | 0.0 | .000  | 1.9 | 3.0 | .648 | 1.9 | 3.1 | 4.9  | 1.7 | 0.6 | 0.7 | 1.5 | 3.3 | 8.4  |
| 6  | Reggie King     | 26   | 77 | 42 | 27.1 | 3.0 | 5.8  | .520 | 0.0 | 0.0 | .000  | 1.8 | 2.7 | .660 | 1.7 | 4.4 | 6.1  | 2.3 | 0.7 | 0.3 | 1.6 | 2.1 | 7.8  |
| 7  | David Thompson  | 29   | 19 | 0  | 18.4 | 4.7 | 8.7  | .539 | 0.0 | 0.1 | .000  | 3.3 | 3.8 | .849 | 0.9 | 1.4 | 2.3  | 0.7 | 0.5 | 0.7 | 1.4 | 1.6 | 12.6 |
| 8  | Jon Sundvold    | 22   | 73 | 2  | 17.6 | 3.0 | 6.7  | .445 | 0.1 | 0.5 | .243  | 0.9 | 1.0 | .889 | 0.3 | 0.9 | 1.2  | 3.3 | 0.4 | 0.0 | 1.1 | 1.1 | 6.9  |
| 9  | Fred Brown      | 35   | 71 | 1  | 15.9 | 3.6 | 7.1  | .510 | 0.1 | 0.5 | .265  | 1.1 | 1.2 | .895 | 0.2 | 0.7 | 0.9  | 2.7 | 0.7 | 0.0 | 1.0 | 1.2 | 8.5  |
| 10 | Steve Hawes     | 33   | 79 | 0  | 14.6 | 1.4 | 3.0  | .481 | 0.0 | 0.1 | .250  | 0.8 | 1.0 | .782 | 0.6 | 2.2 | 2.8  | 1.3 | 0.3 | 0.2 | 0.7 | 1.8 | 3.7  |
| 11 | Scooter McCray  | 23   | 47 | 6  | 11.1 | 1.0 | 2.6  | .388 | 0.0 | 0.0 |       | 0.7 | 1.1 | .700 | 1.0 | 1.5 | 2.4  | 0.9 | 0.2 | 0.4 | 0.7 | 1.6 | 2.7  |
| 12 | Clay Johnson    | 27   | 25 | 0  | 7.0  | 0.8 | 2.0  | .400 | 0.0 | 0.0 | 1.000 | 0.6 | 0.9 | .636 | 0.2 | 0.2 | 0.5  | 0.6 | 0.3 | 0.1 | 0.5 | 1.0 | 2.2  |
| 13 | Steve Hayes     | 28   | 43 | 0  | 5.9  | 0.6 | 1.2  | .520 | 0.0 | 0.0 |       | 0.1 | 0.3 | .357 | 0.4 | 1.0 | 1.4  | 0.3 | 0.1 | 0.4 | 0.3 | 1.2 | 1.3  |
| 14 | Charles Bradley | 24   | 8  | 0  | 4.9  | 0.4 | 0.9  | .429 | 0.0 | 0.0 |       | 0.6 | 0.9 | .714 | 0.0 | 0.4 | 0.4  | 0.6 | 0.0 | 0.1 | 1.0 | 0.8 | 1.4  |

## Galardones y récords
| Jugador    | Galardón |
| Jack Sikma | All-Star |